# Annette Stroyberg
Annette Stroyberg (Annette Vadim par son mariage avec le réalisateur Roger Vadim) est une actrice danoise née le 7 décembre 1936 sur Île de Fionie (Danemark) et morte le 12 décembre 2005 à Copenhague (Danemark).

## Biographie

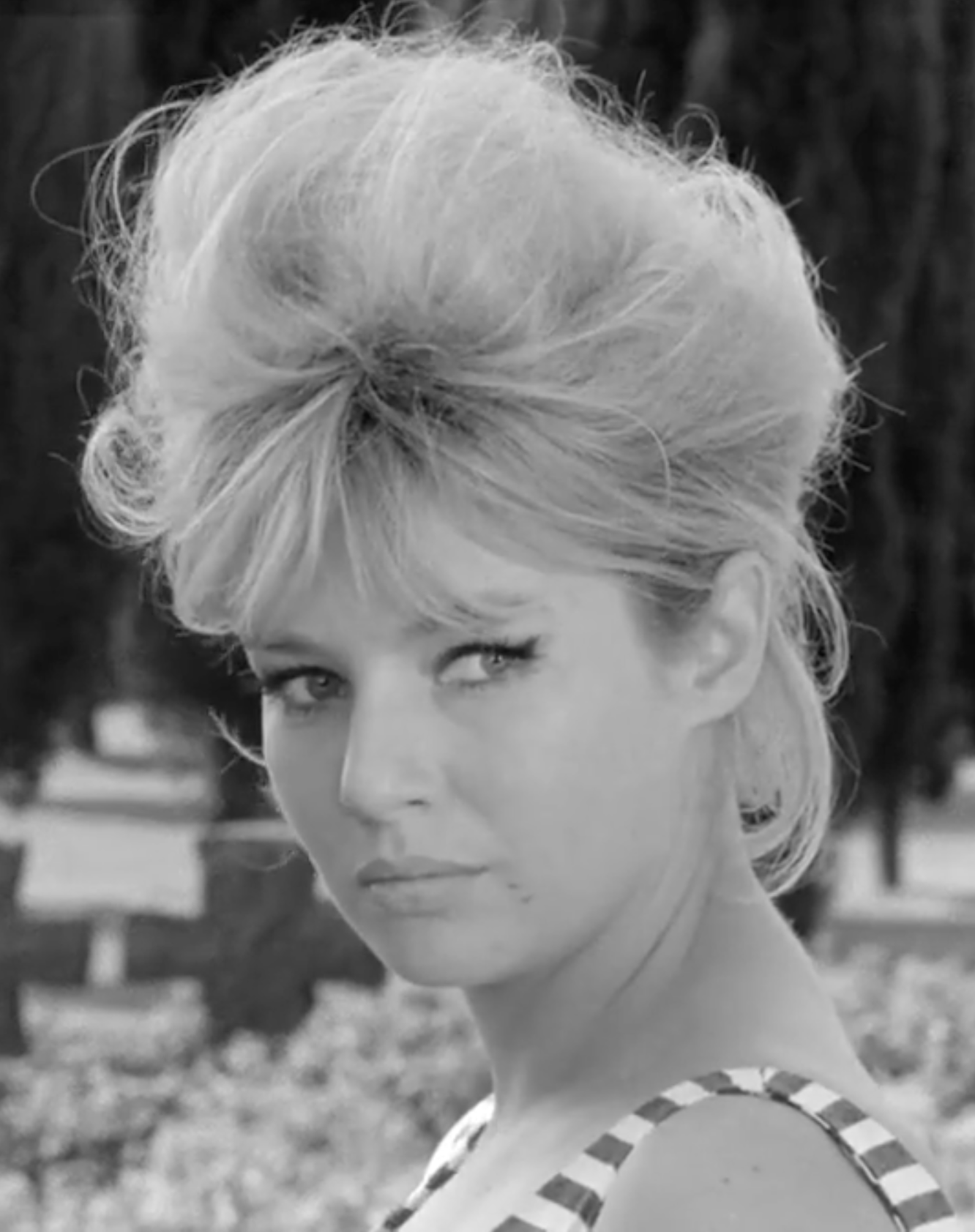
Annette Stroyberg dans Le Fanfaron (1962).

D'abord mannequin au Danemark puis en France, notamment pour Elle, Annette Susanne Strøyberg, âgée de 21 ans, est choisie par Roger Vadim pour tourner dans son film Les Liaisons dangereuses 1960 .
Roger Vadim espère que la sortie, en 1959, des Liaisons dangereuses 1960, avec à son générique les vedettes Gérard Philipe et Jeanne Moreau, réitèrera le succès de Et Dieu… créa la femme, mais la critique unanime ne pardonne pas cette nouvelle description de perversité des mœurs ; et la plastique d'Annette Stroyberg, proche de celle de Brigitte Bardot, ne suffit pas à en faire un film culte comme celui tourné avec Brigitte Bardot. Le film fait l'objet d'un débat violent sur sa censure, seule cause jamais plaidée par l'avocat François Mitterrand et jugée par le général de Gaulle. 
Le film suivant, Et mourir de plaisir, d'après un récit fantastique de Sheridan Le Fanu, à la distribution internationale (Mel Ferrer, Elsa Martinelli) met en scène un vampire féminin et ne remporte pas davantage le succès.
À la même époque, Jean-Luc Godard propose à  Stroyberg À bout de souffle puis le rôle d'Angélique, marquise des anges lui échappe de peu.
Elle apparaît ensuite dans une série de films de divertissement italiens et français. La publication allemande Die Zeit qualifie le jeu de Stroyberg de ces années-là d'« insupportablement exalté ».
Au cours de sa brève carrière, Stroyberg tourne avec plusieurs grands cinéastes italiens et a pour partenaires notamment : Nino Manfredi, Gérard Blain ou Nino Castelnuovo. 

### Vie privée
Lors du tournage des Liaisons dangereuses 1960, Roger Vadim et Annette Stroyberg tombent amoureux. Ils ont une fille, Nathalie, qui naît au Danemark en 1957 et travaillera plus tard comme assistante-réalisatrice. Vadim divorce en décembre 1957 de Bardot et épouse Stroyberg le 17 juin 1958, mais le couple divorce en 1960.
Stoyberg collectionne ensuite les aventures avec les plus beaux acteurs du cinéma international : Alain Delon, Omar Sharif, Vittorio Gassman, Warren Beatty, sans oublier Jean-Noël Grinda, Michel Le Royer et Sacha Distel ainsi qu'elle le raconte elle-même avant de se « ranger » en 1965.
Après un bref mariage, de 1967 à 1970, avec Guy Senouf, Marocain d'origine française, dont elle a un fils, Yan, elle se remarie avec Gregory Callimanopulos, un riche magnat grec, et passe plusieurs années aux États-Unis. De ce mariage naît, en 1974, Peri Callimanopulos. Après un nouveau divorce, Annette Strøyberg se retire au Danemark où elle épouse l'avocat Christian Lillelund. 
Annette Stroyberg meurt d'un cancer à l'âge de 69 ans à Copenhague le 12 décembre 2005.

## Filmographie
- 1959 : Les Liaisons dangereuses 1960 de Roger Vadim : Marianne Tourvel
- 1960 : Et mourir de plaisir de Roger Vadim : Carmilla / Millarca
- 1960 : Le Testament d'Orphée de Jean Cocteau : elle-même
- 1961 : Le Carabinier à cheval (Il carabiniere a cavallo) de Carlo Lizzani : Letizia
- 1962 : Les Don Juan de la Côte d'Azur (I Don Giovanni della Costa Azzurra) de Vittorio Sala : Gloria
- 1962 : Âme noire (Anima nera) de Roberto Rossellini : Marcella
- 1962 : Le Fanfaron (Il sorpasso) de Dino Risi : la touriste allemande (non créditée)
- 1963 : Viol à l'italienne[4] (La smania addosso) de Marcello Andrei : Rosaria Trizzini
- 1963 : Un soir... par hasard d'Ivan Govar : Florence
- 1965 : Lo scippo de Nando Cicero : Luciana